# Rally de Australia de 2014
El Rally de Australia de 2014, oficialmente 23st Coates Hire Rally Australia, fue la edición 23º y la décima ronda de la temporada 2014 del Campeonato mundial de rally. Se celebró del 12 al 14 de septiembre en los alrededores de Coffs Harbour, Nueva Gales del Sur (Australia) y contó con un itinerario de veinte tramos sobre tierra que sumaban un total de 315,30 km cronometrados. Fue también la décima ronda de los campeonatos WRC 2 y WRC 3.

## Itinerario
| Día   | SS   | Tramo                               | Distancia | Ganador            | Tiempo  | Vel. media | Líder rally        |
| ----- | ---- | ----------------------------------- | --------- | ------------------ | ------- | ---------- | ------------------ |
| Día 1 | SS1  | Hydes Creek I                       | 10,73 km  | Sébastien Ogier    | 6:26.6  | 99,9 km/h  | Sébastien Ogier    |
| Día 1 | SS2  | Bellingen I                         | 10,72 km  | Kris Meeke         | 6:26.2  | 99,9 km/h  | Sébastien Ogier    |
| Día 1 | SS3  | Newry I                             | 24,91 km  | Kris Meeke         | 14:46.1 | 101,2 km/h | Kris Meeke         |
| Día 1 | SS4  | Hydes Creek II                      | 10,73 km  | Sébastien Ogier    | 6:19.9  | 101,7 km/h | Kris Meeke         |
| Día 1 | SS5  | Bellingen II                        | 10,72 km  | Jari-Matti Latvala | 6:15.9  | 102,7 km/h | Kris Meeke         |
| Día 1 | SS6  | Newry II                            | 24,91 km  | Jari-Matti Latvala | 14:22.7 | 103,9 km/h | Kris Meeke         |
| Día 1 | SS7  | SSS I                               | 1,56 km   | Sébastien Ogier    | 1:37.2  | 57,8 km/h  | Jari-Matti Latvala |
| Día 1 | SS8  | SSS II                              | 1,56 km   | Sébastien Ogier    | 1:35.6  | 58,7 km/h  | Sébastien Ogier    |
| Día 2 | SS9  | Nambucca I                          | 48,92 km  | Jari-Matti Latvala | 27:01.6 | 108,6 km/h | Jari-Matti Latvala |
| Día 2 | SS10 | Valla I (Live TV Stage)             | 8,96 km   | Jari-Matti Latvala | 4:23.7  | 122,3 km/h | Jari-Matti Latvala |
| Día 2 | SS11 | Nambucca II                         | 48,92 km  | Sébastien Ogier    | 26:39.4 | 110,1 km/h | Sébastien Ogier    |
| Día 2 | SS12 | Valla II                            | 8,96 km   | Sébastien Ogier    | 4:19.8  | 124,2 km/h | Sébastien Ogier    |
| Día 2 | SS13 | SSS IIII                            | 1,56 km   | Sébastien Ogier    | 1:40.8  | 55,7 km/h  | Sébastien Ogier    |
| Día 2 | SS14 | SSS IV                              | 1,56 km   | Sébastien Ogier    | 1:39.7  | 56,3 km/h  | Sébastien Ogier    |
| Día 3 | SS15 | Shipmans I                          | 30,20 km  | Jari-Matti Latvala | 12:46.9 | 116,0 km/h | Sébastien Ogier    |
| Día 3 | SS16 | Bucca I                             | 10,86 km  | Sébastien Ogier    | 6:38.2  | 98,2 km/h  | Sébastien Ogier    |
| Día 3 | SS17 | Wedding Bells I (Live TV Stage)     | 9,23 km   | Kris Meeke         | 5:26.0  | 101,9 km/h | Sébastien Ogier    |
| Día 3 | SS18 | Shipmans II                         | 30,20 km  | Sébastien Ogier    | 12:32.7 | 118,2 km/h | Sébastien Ogier    |
| Día 3 | SS19 | Bucca II                            | 10,86 km  | Jari-Matti Latvala | 6:29.4  | 100,4 km/h | Sébastien Ogier    |
| Día 3 | SS20 | Wedding Bells II (Power stage & TV) | 9,23 km   | Jari-Matti Latvala | 5:20.7  | 103,6 km/h | Sébastien Ogier    |

## Clasificación
| Pos.    | Piloto               | Copiloto             | Automóvil               | Tiempo    | Diferencia | Puntos |     |
| WRC     | WRC                  | WRC                  | WRC                     | WRC       | WRC        | WRC    | WRC |
| ------- | -------------------- | -------------------- | ----------------------- | --------- | ---------- | ------ | --- |
| 1       | Sébastien Ogier      | Julien Ingrassia     | Volkswagen Polo R WRC   | 2:53:18.0 | 0.0        | 25 + 2 |     |
| 2       | Jari-Matti Latvala   | Miikka Anttila       | Volkswagen Polo R WRC   | 2:53:24.8 | +6.8       | 18 + 3 |     |
| 3       | Andreas Mikkelsen    | Mikko Markkula       | Volkswagen Polo R WRC   | 2:54:36.0 | +1:18.0    | 15     |     |
| 4       | Kris Meeke           | Paul Nagle           | Citroën DS3 WRC         | 2:55:02.0 | +1:44.0    | 12 + 1 |     |
| 5       | Mikko Hirvonen       | Jarmo Lehtinen       | Ford Fiesta RS WRC      | 2:55:11.6 | +1:53.6    | 10     |     |
| 6       | Hayden Paddon        | John Kennard         | Hyundai i20 WRC         | 2:56:14.2 | +2:56.2    | 8      |     |
| 7       | Thierry Neuville     | Nicolas Gilsoul      | Hyundai i20 WRC         | 2:57:46.2 | +4:28.2    | 6      |     |
| 8       | Elfyn Evans          | Daniel Barritt       | Ford Fiesta RS WRC      | 2:58:28.0 | +5:10.0    | 4      |     |
| 9       | Robert Kubica        | Maciej Szczepaniak   | Ford Fiesta RS WRC      | 2:59:57.8 | +6:39.8    | 2      |     |
| 10      | Chris Atkinson       | Stéphane Prévot      | Hyundai i20 WRC         | 3:02:47.4 | +9:29.4    | 1      |     |
| WRC 2   |                      |                      |                         |           |            |        |     |
| 1 (11.) | Nasser Al-Attiyah    | Giovanni Bernacchini | Ford Fiesta RRC         | 3:05:11.1 | 0.0        | 25     |     |
| 2 (12.) | Jari Ketomaa         | Kaj Lindström        | Ford Fiesta R5          | 3:07:01.5 | +1:50.4    | 18     |     |
| 3 (13.) | Jurij Protasow       | Paweł Czerepyn       | Ford Fiesta RRC         | 3:07:48.1 | +2:37.0    | 15     |     |
| 4 (14.) | Lorenzo Bertelli     | Mitia Dotta          | Ford Fiesta RRC         | 3:08:14.1 | +3:03.0    | 12     |     |
| 5 (15.) | Subhan Aksa          | Nicola Arena         | Ford Fiesta RRC         | 3:11:51.3 | +6:40.2    | 10     |     |
| 6 (23.) | Massimiliano Rendina | Mario Pizzuti        | Mitsubishi Lancer Evo X | 4:16:05.9 | +1:10:54.8 | 8      |     |